# María José Iturbide
María José Iturbide Flores es una bióloga y [[]] guatemalteca con más de 25 años de experiencia en manejo de recursos naturales, que se desempeñó como ministra de Ambiente y Recursos Naturales de Guatemala de enero a abril de 2024 en el gabinete de Bernardo Arévalo.

## Biografía
Iturbide es licenciada en biología por la Universidad del Valle de Guatemala,tiene una maestría en ciencias ambientales, y un doctorado en política y planificación ambiental por la Universidad Lincoln de Nueva Zelanda.
Antes de su nominación ministerial, estuvo a cargo como Directora Ejecutiva de la Fundación para la Conservación del Agua (Funcagua) y abogó por proteger los recursos hídricos  del país. Bajo su gestión se publicó el Primer Informe del Estado del Agua en la Región Metropolitana de Guatemala, se estableció el único sistema de monitoreo de aguas subterráneas que tiene Guatemala, con monitoreo más de 300 pozos municipales, promovió los sistemas de cosecha de agua de lluvia, recarga hídrica y soluciones basadas en la naturaleza en la ley. También trabajó como Directora del Departamento de Vida Silvestre del Consejo Nacional de Áreas Protegidas.

## Controversias
A principios de abril de 2024, el medio digital Vox Popoli reportó que la hija de Iturbide utilizaba vehículos oficiales del Ministerio para asuntos personales y que contaba con agentes de seguridad estatales asignados a su protección. El medio también cita que Iturbide y su hija pudieron haber incurrido en algunos delitos de carácter administrativo por el mal uso de los recursos del estado.
Más tarde, Iturbide se pronunció al respecto donde reconoció el mal procedimiento, y explicó que la decisión se tomó debido a persecución y amenazas en su contra debido a la destitución de personas corruptas dentro de la cartera ambiental. Por medio escrito solicitó al Ministerio de Gobernación que se le brindara la protección adecuada..
Inicialmente, el presidente Arévalo señaló que mantuvo una conversación con Iturbide, que tenía como único objetivo "informarle de su error". Sin embargo, dos días más tarde, cuando se le preguntó sobre la controversia, la vicepresidenta Karin Herrera insinuó indirectamente que no respaldaba la postura del presidente. En consonancia con estos acontecimientos, ese mismo día, el presidente Arévalo anunció la destitución de Iturbide de su cargo como ministra.